# Slag bij Placentia (456)
De Slag bij Placentia was een veldslag tussen het Romeinse leger, geleid door keizer Avitus en opstandelingen onder leiding van Ricimer en Maiorianus. De slag vond plaats in oktober 456 bij de stad Placentia, het tegenwoordige Piacenza in Italië.

## Aanleiding
In 456 voerden de West-Romeinse Rijk oorlog tegen de Vandalen. Het verloop van de strijd was teleurstellend. De Vandalen hielden met hun vloot Rome geblokkeerd, waardoor er in de hoofdstad - dat voor haar voedselvoorziening afhankelijk was van graan uit Africa - hongersnood uitbrak. 
Keizer Avitus verbleef in Rome en had daar te maken met ontevreden inwoners. Daarnaast kreeg hij ook nog problemen met zijn leger omdat hij niet over voldoende liquide middelen beschikte. Hij besloot bronzen stadsbeelden om te smelten om daarmee de soldij te kunnen betalen. Bij het volk was Avitus nooit populair geweest en de maatregelen die hij trof maakte dit niet beter. Ricimer en Maiorianus, beiden generaal in het Romeinse leger, maakte dankbaar gebruik van deze onvrede om in opstand te komen.

## De veldslag
Avitus vluchtte naar Arles en probeerde zo snel mogelijk een nieuw leger op de been te brengen. Hij kon niet rekenen op hulp van Visigoten, omdat Theodorik II op dat moment in Spanje een veldtocht voerde tegen de Sueven. Avitus rustte dit leger zo goed mogelijk uit en keerde terug naar Italië. 
Het leger van de opstandelingen was beduidend sterker dan dat van Avitus. Bij Piazenca kon Avitus daarom door de opstandelingen worden verslagen en gevangengenomen. Hij werd gespaard en bisschop van Placentia gemaakt op 17 of 18 oktober 456. Niet helemaal zeker van zijn leven, vluchtte hij naar Gallië en stierf onderweg. Met hulp van Ricimer werd Maiorianus op 1 april 457 tot nieuwe keizer verkozen. 